# 민디 (음악 그룹)
민디(MINDY)는 태국의 음악 그룹이다.

## 방송
- 창 아시아 타일랜드 (2024)

## 음반
- Blow My Mind (2023)
- Poke Me (2023)